# خدرنق إبري
خدرنق إبري (الاسم العلمي: Cheiracanthium aculeatum) هو نوع من العنكبوتيات يتبع جنس الخدرنق من الفصيلة العناكب الكيسية.